# La donna serpente

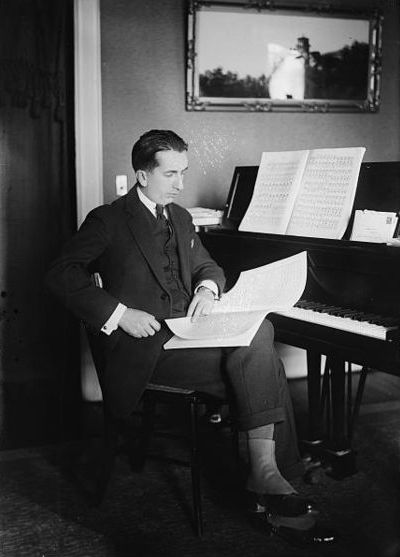
Alfredo Casella

La donna serpente (Ormkvinnan) är en opera i en prolog och tre akter med musik av Alfredo Casella och libretto av Cesare Lodovici, efter pjäsen med samma namn av Carlo Gozzi från 1762.

## Historia
Gozzis bisarra sagodrama hade Richard Wagner använt sig av i sin första opera Die Feen. Casella komponerade La donna serpente mellan åren 1928 och 1931. I början av 1920-talet hade Casella och andra tonsättare anslutit sig till den neoklassiska musikstil som Stravinskij hade introducerat med sin balett Pulcinella. Men vid tiden för La donna serpente hade Casellas modernistiska drag bleknat en smula, och en påverkan från Puccini var mer uttalad. Influenser från Rossini kan höras i musiken förknippad med de tre commedia dell'arte-figurerna, vars närvaro, som alltid i Gozzis pjäser, aldrig får någon förklaring. Musiken i de sagoartade scenerna kan härledas bakåt via Stravinskij till Rimskij-Korsakov. Operan hade premiär den 17 mars 1932 på Teatro Reale dell'Opera i Rom med Casella som dirigent. Enligt Casella blev föreställningen "välkomnad av en otroligt elegant publik, fylld av vackra halvnakna kvinnor, men nedgjord av kritikerna".
Operan uppförs alltjämt i Italien och är känd för sina två orkestersviter. 1982 sattes operan upp på nytt i Palermo och fick en nytändning.

## Roller
- Altidòr, kung av Tiflis (tenor)
- Kung Demogorgòn (baryton)
- Prinsessan Miranda, hans dotter (sopran)
- Armilla (sopran)
- Farzana/La corifea (sopran)
- Canzade (mezzosopran)
- Alditrùf (tenor)
- Albrigòr (baryton)
- Pantùl (baryton)
- Tartagil (tenor)
- Tògrul (bas)
- La fatina Smeraldina (sopran)
- Badur/Il corifeo (baryton)
- Geòncas röst (baryton)

## Handling
Kung Altidòr av Tiflis gifter sig med den vackra älvprinsessan Miranda mot hennes far Demogorgòns vilja. Oförmögen att stoppa bröllopet ställer kungen dock hårda villkor: under de kommande nio åren och en dag måste hon dölja sin rätta identitet. När den tiden har gått måste hon pröva Altidòrs kärlek genom en serie av hemska prövningar. Om han efter detta fortfarande inte har förbannat henne kan hon fortsätta att leva med honom för alltid. Om inte kommer han att förlora henne och hon kommer att förvandlas till en orm i 200 år och därefter återvända till älvornas värld. De hårda prövningarna blir för mycket för Altidòr, han tvingas åse att deras barn bränns levande och att vilda tartarer intar landet. Till slut förbannar han Miranda och hon förvandlas till en orm. Men de övernaturliga krafterna som förespråkat äktenskapet hjälper Altidòr att vinna tillbaka Miranda. Han tvingas gå genom eld och kämpa mot tre drakar, men till slut vinner han Miranda tillbaka för alltid.